# Днестровский, Юрий Николаевич
Юрий Николаевич Днестровский — российский учёный в области ядерной физики, лауреат Государственной премии СССР.

## Биография
Родился 23.01.1928 г. в Москве. Окончил Московский энергетический техникум (1947), физический факультет МГУ (1952, с отличием) и аспирантуру по кафедре математики. В 1955 г. защитил кандидатскую диссертацию по теме «Изменение собственных значений при изменении границы области» (научный руководитель — А. А. Самарский, будущий академик).
Работал там же: ассистент (1955—1961), доцент (1961—1970), с 1970 г. профессор кафедры математики МГУ.
В 1968 г. присуждена степень доктора физико-математических наук, тема диссертации — «Распространение волн в плазме поперек магнитного поля».
В 1974 г. перешёл в Институт атомной энергии им. И. В. Курчатова на должность зав. лабораторией. Одновременно продолжал работать в МГУ по совместительству в должности профессора на кафедрах вычислительной математики, математической физики, затем на кафедре автоматизации научных исследований. Читал лекции по математическому анализу, аналитической геометрии и линейной алгебре для студентов первого курса физического факультета (1963—1974), специальный курс «Математические модели физики плазмы» для студентов 4-5-го курсов факультета ВМК (1974—2002).

## Из библиографии
Автор написанной вместе с Д. П. Костомаровым монографии:
- Математическое моделирование плазмы / Ю. Н. Днестровский, Д. П. Костомаров. — М.: Наука, 1982. — 320 с. 
  - Математическое моделирование плазмы / Ю. Н. Днестровский, Д. П. Костомаров. — 2-е изд., перераб. и доп. — М. : Наука, 1993. — 335 с. — (Компьютеры в физике; Вып. 3).; ISBN 5-02-014737-0

## Награды и премии
- Государственная премия СССР за цикл работ «Корпускулярная диагностика высокотемпературной плазмы» (1981),
- Ломоносовская премия МГУ I степени (1976),
- Курчатовская премия РНЦ «Курчатовский Институт» (2001).

## Семья
- Жена — Татьяна Анатольевна Гермогенова.